# Camponotus callmorphus
Camponotus callmorphus är en myrart som beskrevs av Hermann Stitz 1923. Camponotus callmorphus ingår i släktet hästmyror, och familjen myror. Inga underarter finns listade.